# Paulikanisme
Paulikanerne var en dualistisk kristen sekt med oprindelse i Armenien i midten af 600-tallet.